# Stigmella misera
Stigmella misera (лат.) — вид молей-малюток рода Stigmella (Nepticulinae) из семейства Nepticulidae, живущий на 3370 м в Перу в департаменте Айакучо.

## Описание
Принадлежит к группе видов Stigmella pandora. S. misera больше всего похожа на S. mustelina Remeikis & Stonis. Внешне S. misera отличается от S. mustelina крапчатым передним крылом без фасций; в гениталиях самца S. misera отличается от S. mustelina вдвое более длинной вентральной пластинкой винкулума, очень длинными латеральными плечами транстиллы, широкими латеральными лопастями винкулума и многочисленными рожками в одном скоплении. Взрослые особи летают в марте, другие особенности биологии неизвестны. Этот вид встречается в перуанских Андах (Перу: Ayacucho Departamento) на высоте около 3370 м над уровнем моря. Название вида происходит от латинского слова misera (жалкий, неприятный, бедный) в связи со слабо развитой системой роговидных отростков в фаллосе и довольно тусклыми пятнистыми передними крыльями. 

### Самец
Длина переднего крыла 2,7–3,0 мм; размах крыльев 5,9–6,5 мм. Голова: цвет щупиков от кремового до серовато-кремового; лобный хохолок от темно-бежевого до темно-серо-коричневого; антенна немного длиннее половины длины переднего крыла; жгутик 32-члениковый, блестящий, сверху и снизу от темно-серого до светло-коричневого. Грудь, тегула и передние крылья от желтовато-серых до беловато-серых с некоторым серебристым блеском и испещрены коричневыми и темно-коричневыми чешуйками на концах; бахрома на вершине светло-серая, на торнусе буровато-кремовая; нижняя сторона переднего крыла от серо-коричневой до темно-серо-коричневой, без пятен и андрокониев. Заднее крыло от бледно-серого до коричневато-кремового сверху и снизу, без пятен и андроконий; его бахрома бледно-серая. Ноги сверху темно-серо-коричневые, снизу серо-кремовые. Брюшко сверху серо-черное, снизу серебристо-серое; кремовые половые пластины; анальные пучки короткие, нечеткие, бледно-коричневые. 

#### Гениталии самца
Капсула длиннее (275 мкм), чем шире (175 мкм). Винкулум с длинной вентральной пластинкой и небольшими, но широкими боковыми лопастями. Ункус с двумя боковыми лопастями, каждая из которых несет по два папилла. Гнатос с двумя каудальными отростками и крупной угловатой пластинкой. Вальва 195–200 мкм длины, 55–70 мкм ширины, с двумя апикальными отростками и утолщенной внутренней долей; транстилла с очень длинными отростками, но без сублатеральных отростков. Юкста перепончатая. Фаллос длиной 170 мкм, шириной 60–70 мкм; весика с базальным скоплением, состоящим из пяти шиповидных роговидных отростков.

### Самка
Жгутик с 25 члениками. Брюшко серое, блестящее сверху, от серо-кремового до серебристо-кремового снизу; кремовые сегменты половых органов. В остальном тело как у самца. 

#### Гениталии самки
Общая длина всех гениталий около 905 мкм. Передний и задний апофизы почти одинаковой длины. Вестибулум узкий, без склеритов. Сумки корпуса с тонкой складчатой частью и крупной (длиной 310 мкм, шириной 375 мкм) базальной частью, без знаков, но с характерными гребенчатыми гребенками. Вершина брюшка постепенно сужается, потом закругляется.